# Orchid
Orchid és una població dels Estats Units a l'estat de Florida. Segons el cens del 2000 tenia 140 habitants.

## Demografia
Segons el cens del 2000, Orchid tenia 140 habitants, 69 habitatges, i 64 famílies. La densitat de població era de 43,9 habitants/km².
Per edats la població es repartia de la següent manera: un 4,3% tenia menys de 18 anys, un 0,7% entre 18 i 24, un 4,3% entre 25 i 44, un 58,6% de 45 a 60 i un 32,1% 65 anys o més.
L'edat mediana era de 61 anys. Per cada 100 dones de 18 o més anys hi havia 97,1 homes.
Cap de les famílies estaven per davall del llindar de pobresa.

## Poblacions més properes
El següent diagrama mostra les poblacions més properes.